# 萨氏竹叶青蛇
萨氏竹叶青蛇（学名：Trimeresurus salazar），一种分布于印度东北部阿鲁纳恰尔邦（争议领土，即中国藏南地區）及阿萨姆邦等地的爬行动物，隶属于蝰蛇科竹叶青属。模式产地为阿鲁纳恰尔邦西卡门县帕克老虎保留区。种加词源自著名奇幻文學作品《哈利·波特》中的霍格沃茨魔法学校的4位创始人之一萨拉查·斯莱特林（Salazar Slytherin）的名字，斯莱特林拥有与蛇对话的神奇能力。

## 形态特征
萨氏竹叶青蛇第1枚上唇鳞与鼻鳞愈合；背鳞21-19（21）-15行，除最外行平滑外，其余均具棱；头体背绿黄色；雄性有一橘红色条纹始自眶前鳞的后缘，经过眼下，延伸至颈侧；体侧线主要为黄色，下缘雄性为暗橙色，雌性为黄色；雄性尾长/全长=0.18，雌性尾长/全长=0.14；半阴茎短，分叉，达第8枚尾下鳞处；鄂骨齿6枚，翼骨齿15枚，齿骨齿19枚。